# Alfarería en la provincia de La Coruña
La alfarería en la provincia de La Coruña (España), más allá de la producción anterior a la Hispania romana y los restos arqueológicos anteriores al periodo medieval, aparece documentada ya desde el siglo xvi, Tanto en el marco provincial como autonómico destaca el centro alfarero de Buño, el más singular de la Galicia costera.

## La alfarería de Buño

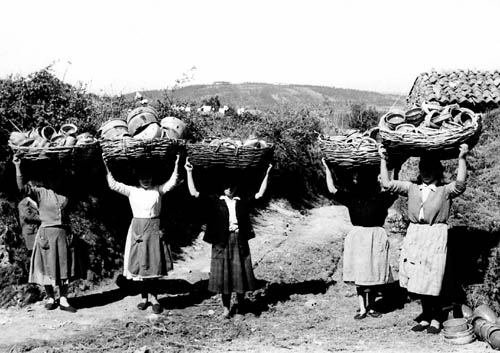
Mocitas y mujeres de Buño (Galicia, España), acarreando cestos cargados con cacharrería hecha en los alfares de la localidad. Archivo Municipal de Buño. Hacia 1915.

Aunque la composición y cualidades del barro de la zona lo hace más adecuado a recipientes de alfarería de fuego, la larga tradición de este foco ha producido todo tipo de cacharrería: olas, cazolas con dos asas y mango, pucheiros, chocolateiras, potas, cuncas (escudillas) y cunquelos (lebrillos de base plana para comer), tazas, platos, tarteiras, barreñas, sellas, perrones, los populares botixos de rosca (botijos en forma de rueda y a menudo con pitorro en forma de gallo), petos (huchas), macetas, benditeras. La riqueza de la alfarería de Buño queda patente por ejemplo en la variedad en los bordes de sus vasijas, de los que el ceramólogo García Alén llegó a diferenciar hasta doce tipos distintos.
Una "Mostra da Olería de Buño" da salida a la cerámica de la zona en la anual feria alfarera. Asimismo, la restauración municiapal de once edificios tradicionales sirven de espacio interactivo y muestra permanente en el llamado ecomuseo Forno do Forte.
Los obradores de los oleiros de Buño, instalados en la cocina de la vivienda, quedaron detallados en la pintura costumbrista de Fernando Álvarez de Sotomayor.
La Guía de los alfares de España, en su edición de 1981, documenta otro foco provincial en el ámbito geográfico de Lestrove, donde el alfarero Hipólito Castaño recuperaba la cerámica tradicional de la zona.

## Sargadelos
Trascendiendo el uso de la cacharrería popular hacia una loza, cabe mencionar aquí la producción y evolución de la Real Fábrica de Sargadelos.